# Hans Richter (dirigent)

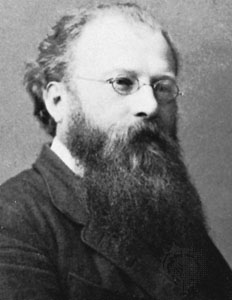
Hans Richter.

Hans Richter (ungerska: János Richter), född 4 april 1843 i Raab (nuvarande Győr) i Ungern, död 5 december 1916 i Bayreuth, var en österrikisk-ungersk dirigent.

## Biografi
Richter utbildade sig i Wien där han även debuterade som dirigent och 1875 blev anställd vid Hovoperan. Åren 1866-1867 och 1870 assisterade han Richard Wagner med utskrifter, och arbetade 1868 i München som assistent till Hans von Bülow.
Hans Richter är mest ihågkommen som dirigenten för den första uppsättningen av Nibelungens ring vid Bayreuthfestspelen 13-17 augusti 1876, och för sitt arbete att popularisera Wagners verk i Storbritannien, där han satte upp en engelskspråkig Nibelungens ring på Covent Garden 1908. I Storbritannien ledde han Hallé Orchestra (grundad av Charles Hallé) (1897-1911) och London Symphony Orchestra (1904-1911).

## Uruppföranden
- Richard Wagner, Siegfried, Ragnarök och komplett Nibelungens ring (1876)
- Johannes Brahms, Symfoni nr 2 (1877)
- Johannes Brahms, Symfoni nr 3 (1883)
- Anton Bruckner, Symfoni nr 4 (1881)
- Anton Bruckner, Symfoni nr 8 (1892)
- Edward Elgar, Enigmavariationer (1899)
- Edward Elgar, The Dream of Gerontius (1900)
- Edward Elgar, Symfoni nr 1 (1908)